# 육군방공학교
육군방공학교(陸軍防空學校)는 대한민국 육군의 군사교육기관이다. 세종특별자치시 연기면에 위치하고 있다.

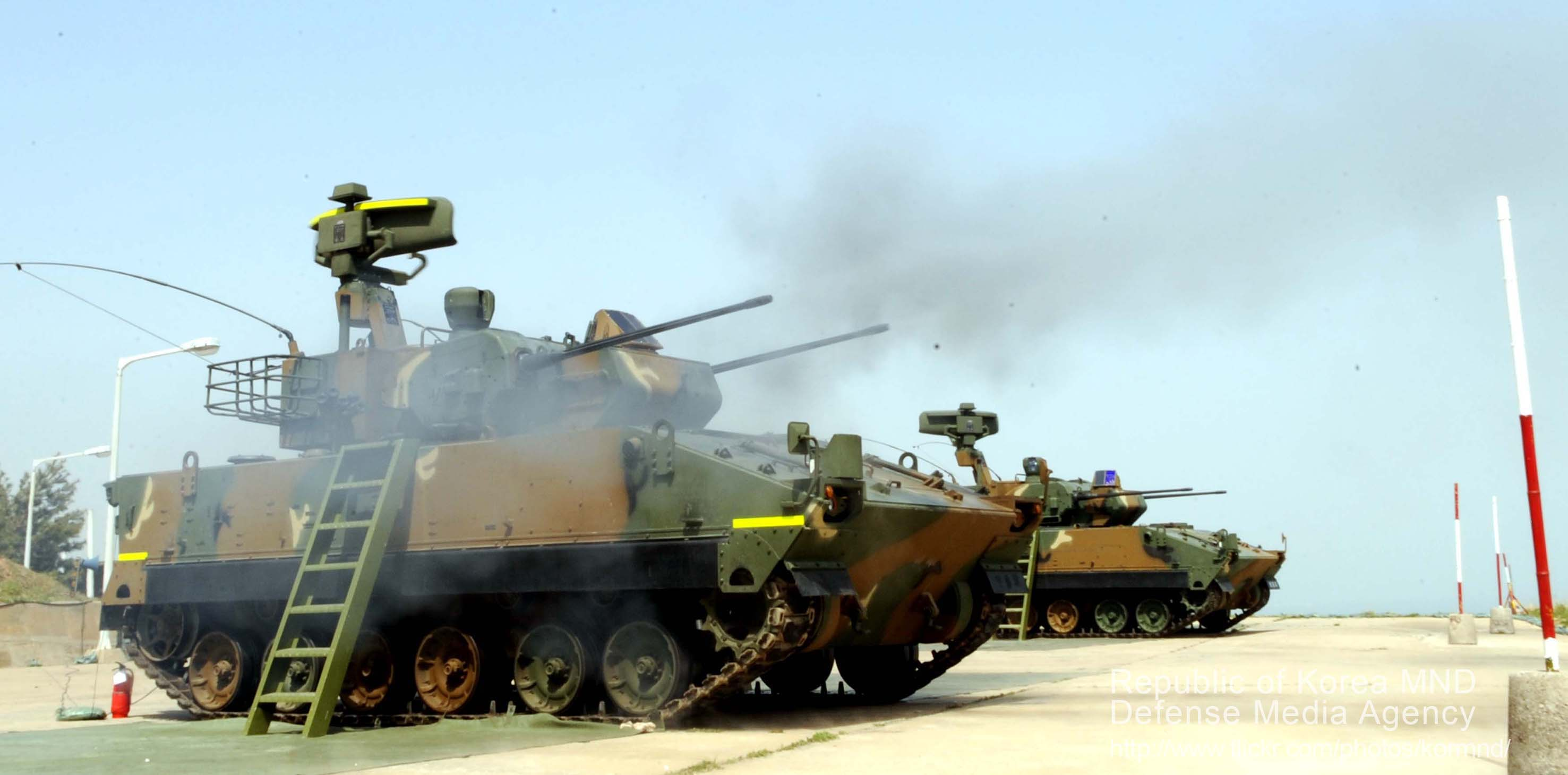
사격훈련 중인 육군방공학교의 K-30 비호

## 교육 과정
주로 20mm로 이루어진 벌컨포, 대공포, 지대공 미사일, 방공 레이더 등을 운용하거나 정비하는 교육을 받는다.